# Col de Vergio
Il Col de Vergio (in corso Bocca di Verghju) (1.477 m) è un passo che si trova al confine tra Corsica settentrionale e Corsica del Sud tra i comuni di Albertacce e Evisa.
È il passo più alto della Corsica e si trova sullo spartiacque tra la valle del Golo e quella dell'Altone.
È attraversato dalla D 84.